# Фальбрух
Фальбрух (нім. Vahlbruch) — громада в Німеччині, розташована в землі Нижня Саксонія. Входить до складу району Гольцмінден. Складова частина об'єднання громад Боденвердер-Полле.
Площа — 14,19 км2. Населення становить 404 ос. (станом на 31 грудня 2021).